# Färöische Fußballmeisterschaft 2020
Die Färöische Fußballmeisterschaft 2020, nach dem Hauptsponsor Betri Banki offiziell Betrideildin, war die 78. Saison der höchsten färöischen Fußballliga. Sie sollte ursprünglich am 8. März 2020 beginnen, aufgrund der COVID-19-Pandemie wurde der Start auf den 9. Mai 2020 verschoben. Dem Saisonstart fiel mehr Aufmerksamkeit als gewöhnlich zu, da die Liga als erste europäische nach der Unterbrechung ihren Spielbetrieb aufnehmen konnte. Dies wurde auch dadurch ermöglicht, dass es auf den Färöern keine aktiven Fälle mehr gab. Dennoch wurde der erste Spieltag ohne Zuschauer ausgetragen. Die Saison endete am 7. November 2020.
Meister wurde HB Tórshavn, die den Titel somit zum 24. Mal erringen konnten.  Titelverteidiger KÍ Klaksvík landete auf dem dritten Platz. Absteigen mussten hingegen AB Argir nach drei Jahren sowie Skála ÍF nach fünf Jahren Erstklassigkeit.
Im Vergleich zur Vorsaison verbesserte sich die Torquote auf 3,45 pro Spiel, was den höchsten Schnitt seit 2015 bedeutete. Den höchsten Sieg erzielte HB Tórshavn mit einem 11:0 im Heimspiel gegen AB Argir am 16. Spieltag, was zugleich das torreichste Spiel darstellte.

## Modus
In der Betrideildin spielte jede Mannschaft an 27 Spieltagen jeweils drei Mal gegeneinander. Die punktbeste Mannschaft am Saisonende wurde Meister und nahm an der Qualifikation zur Champions League teil, die letzte Mannschaft stieg in die  1. Deild, die färöische Zweitklassigkeit, ab. Der Neuntplatzierte musste zudem noch ein Relegationsspiel gegen den Viertplatzierten der 1. Deild um den Verbleib in der Betrideildin austragen.

## Saisonverlauf

### Meisterschaftsentscheidung
B36 Tórshavn und HB Tórshavn gewannen jeweils die ersten vier Spiele der Saison, im direkten Duell unterlag B36 mit 2:4 gegen HB, die auch die nächsten beiden Spiele gewinnen konnten. Die Spiele gegen die direkten Verfolger KÍ Klaksvík und NSÍ Runavík konnten durch ein 3:3 zu Hause und ein 0:2 auswärts nicht gewonnen werden, dennoch wurde die Tabellenführung behauptet und es folgten acht weitere Siege, darunter auch ein 2:0 im Heimspiel gegen NSÍ am 14. Spieltag. Erst im Auswärtsspiel gegen KÍ am 17. Spieltag wurde mit 1:2 wieder ein Spiel verloren, ein 2:2 im Heimspiel gegen NSÍ sorgte für einen kurzzeitigen Wechsel an der Tabellenspitze, die KÍ nach einem torlosen Unentschieden im Auswärtsspiel gegen TB Tvøroyri wieder abgeben musste. Sechs Siege in Folge für HB festigten die Tabellenführung. Am 26. Spieltag kam es zum Duell der beiden Verfolger KÍ Klaksvík und NSÍ Runavík, wobei nur noch KÍ theoretische Meisterschaftschancen besaß. NSÍ machte diese durch einen 1:0-Heimsieg zunichte, wodurch HB Tórshavn als Meister feststand.

### Abstiegskampf
AB Argir und Skála ÍF belegten ab dem siebten Spieltag durchgängig die letzten beiden Plätze, wobei beiden Mannschaften jeweils nur ein Sieg gelang. Skála konnte das direkte Duell am 24. Spieltag mit 2:0 für sich entscheiden, nachdem die beiden vorherigen Begegnungen 1:1 ausgingen. AB hingegen gewann erst am letzten Spieltag mit 4:0 zu Hause gegen EB/Streymur und konnte somit noch den Relegationsplatz erreichen. Nach dem 24. beziehungsweise 25. Spieltag stand bereits fest, dass der direkte Klassenerhalt nicht mehr möglich ist.

## Vereine
| Mannschaft      | Stadion            | Spielort     |
| --------------- | ------------------ | ------------ |
| AB Argir        | Skansi Arena       | Argir        |
| B36 Tórshavn    | Gundadalur (9)     | Tórshavn     |
| B36 Tórshavn    | Tórsvøllur (4)     | Tórshavn     |
| EB/Streymur     | við Margáir        | Streymnes    |
| HB Tórshavn     | Gundadalur (7)     | Tórshavn     |
| HB Tórshavn     | Tórsvøllur (6)     | Tórshavn     |
| ÍF Fuglafjørður | Í Fløtugerði (13)  | Fuglafjørður |
| ÍF Fuglafjørður | Við Djúpumýrar (1) | Klaksvík     |
| KÍ Klaksvík     | Við Djúpumýrar     | Klaksvík     |
| NSÍ Runavík     | við Løkin          | Runavík      |
| Skála ÍF        | Undir Mýruhjalla   | Skála        |
| TB Tvøroyri     | við Stórá          | Trongisvágur |
| Víkingur Gøta   | Sarpugerði         | Norðragøta   |

## Abschlusstabelle
| Pl. | Verein          | Sp. | S  | U | N  | Tore    | Diff. | Punkte |
| --- | --------------- | --- | -- | - | -- | ------- | ----- | ------ |
| 1.  | HB Tórshavn (P) | 27  | 22 | 3 | 2  | 081:230 | +58   | 69     |
| 2.  | NSÍ Runavík     | 27  | 20 | 3 | 4  | 058:260 | +32   | 63     |
| 3.  | KÍ Klaksvík (M) | 27  | 19 | 5 | 3  | 072:250 | +47   | 62     |
| 4.  | B36 Tórshavn    | 27  | 19 | 2 | 6  | 077:370 | +40   | 59     |
| 5.  | Víkingur Gøta   | 27  | 15 | 2 | 10 | 055:440 | +11   | 47     |
| 6.  | ÍF Fuglafjørður | 27  | 7  | 5 | 15 | 034:590 | −25   | 26     |
| 7.  | EB/Streymur     | 27  | 7  | 3 | 17 | 026:650 | −39   | 24     |
| 8.  | TB Tvøroyri     | 27  | 4  | 6 | 17 | 020:420 | −22   | 18     |
| 9.  | AB Argir        | 27  | 1  | 7 | 19 | 021:730 | −52   | 10     |
| 10. | Skála ÍF        | 27  | 1  | 4 | 22 | 022:720 | −50   | 07     |

Platzierungskriterien: 1. Punkte – 2. Tordifferenz – 3. geschossene Tore

| (M) | Meister 2019     |
| (P) | Pokalsieger 2019 |

## Kreuztabelle
|                 | AB Argir | AB Argir | B36 Tórshavn | B36 Tórshavn | EB/Streymur | EB/Streymur | HB Tórshavn | HB Tórshavn | ÍF Fuglafjørður | ÍF Fuglafjørður | KÍ Klaksvík | KÍ Klaksvík | NSÍ Runavík | NSÍ Runavík | Skála ÍF | Skála ÍF | TB Tvøroyri | TB Tvøroyri | Víkingur Gøta | Víkingur Gøta |
| --------------- | -------- | -------- | ------------ | ------------ | ----------- | ----------- | ----------- | ----------- | --------------- | --------------- | ----------- | ----------- | ----------- | ----------- | -------- | -------- | ----------- | ----------- | ------------- | ------------- |
| AB Argir        |          |          | 0:4          | −            | 1:1         | 4:0         | 0:5         | 2:3         | 2:2             | −               | 0:6         | −           | 2:3         | 1:2         | 1:1      | −        | 0:0         | 0:3         | 0:0           | −             |
| B36 Tórshavn    | 3:0      | 3:0      |              |              | 4:1         | −           | 2:4         | 1:2         | 2:0             | −               | 6:2         | −           | 1:1         | 3:4         | 6:2      | −        | 4:1         | 2:0         | 4:2           | −             |
| EB/Streymur     | 3:1      | −        | 0:3          | 2:6          |             |             | 0:2         | 1:5         | 1:0             | −               | 0:7         | −           | 0:3         | −           | 1:0      | 1:1      | 2:0         | 3:2         | 0:2           | 2:3           |
| HB Tórshavn     | 11:0     | −        | 2:0          | −            | 1:0         | −           |             |             | 4:2             | −               | 3:3         | −           | 2:0         | 2:2         | 3:0      | 3:0      | 4:1         | 4:0         | 3:0           | 4:0           |
| ÍF Fuglafjørður | 4:2      | 1:0      | 0:3          | 1:2          | 2:1         | 1:1         | 1:3         | 1:2         |                 |                 | 1:4         | −           | 0:1         | 2:3         | 3:0      | −        | 1:0         | −           | 1:2           | −             |
| KÍ Klaksvík     | 2:0      | 3:1      | 0:2          | 1:1          | 3:0         | 2:1         | 2:1         | 1:1         | 6:0             | 4:1             |             |             | 1:1         | −           | 3:0      | −        | 2:1         | −           | 4:1           | −             |
| NSÍ Runavík     | 3:0      | −        | 4:2          | −            | 1:0         | 4:1         | 2:0         | −           | 5:0             | −               | 0:2         | 1:0         |             |             | 1:0      | 4:1      | 3:1         | −           | 1:2           | 3:2           |
| Skála ÍF        | 1:1      | 2:0      | 1:3          | 1:2          | 1:3         | −           | 1:3         | −           | 1:2             | 4:4             | 0:6         | 0:1         | 0:4         | −           |          |          | 0:2         | −           | 0:4           | −             |
| TB Tvøroyri     | 1:1      | −        | 1:3          | −            | 0:1         | −           | 0:1         | −           | 0:0             | 1:1             | 1:2         | 0:0         | 0:1         | 0:1         | 1:0      | 3:2      |             |             | 1:2           | 0:2           |
| Víkingur Gøta   | 2:1      | 4:1      | 4:2          | 1:3          | 6:0         | −           | 1:3         | -           | 1:2             | 4:1             | 1:2         | 1:3         | 1:0         | −           | 5:2      | 2:1      | 0:0         | −           |               |               |

## Relegation
Das Relegationsspiel zwischen dem Neunten der Betrideildin und dem Vierten der 1. Deild wurde am 29. November 2020 ausgetragen.
|          | Ergebnis  |            | Torschützen |
| -------- | --------- | ---------- | --- |
| AB Argir | 2:3 n. V. | B68 Toftir | 0:1 Andri Benjaminsen (35.), 1:1 Bjarki Nielsen (76.), 1:2 Andri Benjaminsen (103.), 2:2 Jasper Van Der Heyden (110.), 2:3 Andri Benjaminsen (117.) |

## Torschützenliste
Bei gleicher Anzahl von Treffern sind die Spieler nach dem Nachnamen alphabetisch geordnet.
| Pl. | Name                 | Team            | Tore |
| --- | -------------------- | --------------- | ---- |
| 1.  | Klæmint Olsen        | NSÍ Runavík     | 17   |
| 1.  | Uroš Stojanov        | ÍF Fuglafjørður | 17   |
| 3.  | Petur Knudsen        | NSÍ Runavík     | 16   |
| 4.  | Jóannes Bjartalíð    | KÍ Klaksvík     | 15   |
| 5.  | Mikkel Dahl          | HB Tórshavn     | 14   |
| 6.  | Finnur Justinussen   | Vikingur Gota   | 13   |
| 6.  | Sebastian Pingel     | B36 Tórshavn    | 13   |
| 8.  | Hilmar Leon Jakobsen | HB Tórshavn     | 12   |
| 8.  | Adrian Justinussen   | HB Tórshavn     | 12   |
| 8.  | Páll Klettskarð      | KÍ Klaksvík     | 12   |
| 8.  | Sølvi Vatnhamar      | Vikingur Gota   | 12   |

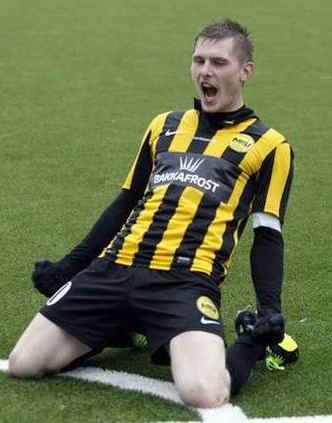
Torschützenkönig Klæmint Olsen

Dies war nach 2013, 2014, 2015, 2016 und 2019 der sechste Titel für Klæmint Olsen.

## Trainer
| Mannschaft      | Trainer                | Spieltage         |
| --------------- | ---------------------- | ----------------- |
| AB Argir        | Símun Eiler Samuelsen  | 01–21 23–26       |
| AB Argir        | Tonny Brimsvík         | 01–17 19–21 23–27 |
| AB Argir        | Rógvi Poulsen          | 22000 27000       |
| B36 Tórshavn    | Jákup á Borg           | 01–27             |
| EB/Streymur     | Jákup Martin Joensen   | 01–27             |
| HB Tórshavn     | Berthel Askou          | 01–27             |
| ÍF Fuglafjørður | Hans Jørgen Djurhuus   | 01–27             |
| ÍF Fuglafjørður | Ólavur Larsen          | 01–27             |
| KÍ Klaksvík     | Mikkjal Thomassen      | 01–27             |
| NSÍ Runavík     | Glenn Ståhl            | 01–18 20–22       |
| NSÍ Runavík     | Allan Jepsen           | 19000 26–27       |
| NSÍ Runavík     | Jens Martin Knudsen    | 23–25             |
| NSÍ Runavík     | Poul Helgi Jacobsen    | 23–25             |
| Skála ÍF        | Bill Mc. Leod Jacobsen | 01–13 18000       |
| Skála ÍF        | Sorin Anghel Vasile    | 14–17 19–27       |
| TB Tvøroyri     | Michael Winter         | 01–27             |
| Víkingur Gøta   | Eyðun Klakstein        | 01–18             |
| Víkingur Gøta   | Jóhan Petur Poulsen    | 19–27             |

Während der Saison gab es bei vier Mannschaften Trainerwechsel. AB Argir und NSÍ Runavík verbesserten sich daraufhin um eine Position auf den neunten Platz beziehungsweise zweiten Platz, wohingegen es für die restlichen Mannschaften keine Auswirkungen hatte.

## Schiedsrichter
Folgende Schiedsrichter leiteten die 135 Erstligaspiele:
| Name                   | Stammverein   | Spiele |
| ---------------------- | ------------- | ------ |
| Dagfinn Forná          | NSÍ Runavík   | 17     |
| Jóhan Hendrik Ellefsen | MB Miðvágur   | 16     |
| Rúni Gaardbo           | B68 Toftir    | 16     |
| Kári á Høvdanum        | Víkingur Gøta | 16     |
| Eiler Rasmussen        | AB Argir      | 15     |
| Alex Troleis           | B68 Toftir    | 15     |
| Petur Reinert          | Víkingur Gøta | 14     |
| Bjarki Danielsen       | NSÍ Runavík   | 13     |
| Runi Olsen             | MB Miðvágur   | 05     |
| Lars Müller            | Royn Hvalba   | 08     |
| Rani Andrasson Skaalum | Undrið FF     | 04     |
| Áron Sofus Vest        | KÍ Klaksvík   | 04     |

## Die Meistermannschaft
In Klammern sind die Anzahl der Einsätze sowie die dabei erzielten Tore genannt.
| 1. | HB Tórshavn |
|    | Hørður Askham (8/1) \| Samuel Chukwudi (18/0) \| Mikkel Dahl (13/14) \| Øssur Dalbúð (19/5) \| Ási Dam (7/0) \| Jógvan Rói Davidsen (16/1) \| Mikkel Frankoch (17/0) \| Teitur Gestsson (27/0) \| Heðin Hansen (22/2) \| Jákup Højgaard (1/0) \| Hilmar Leon Jakobsen (17/12) \| Tróndur Jensen (6/0) \| René Joensen (17/6) \| Daniel Johansen (26/4) \| Adrian Justinussen (15/12) \| Mads Mikkelsen (3/0) \| Heri Mohr (19/0) \| Mathias Nygaard (26/7) \| Pætur Petersen (23/5) \| Dánjal Reginsson (1/0) \| Áki Samuelsen (4/0) \| Kevin Schindler (3/0) \| Dan í Soylu (27/6) \| Delphin Tshiembe (10/1) \| Bartal Wardum (25/3) ohne Einsatz: Hanus Pauli Danielsen \| Leivur Guttesen \| Gilli Róason - Trainer: Berthel Askou |

## Nationaler Pokal
Im Landespokal gewann Meister HB Tórshavn mit 2:0 gegen Víkingur Gøta und erreichte dadurch das Double.

## Europapokal
2020/21 trat KÍ Klaksvík als Meister des Vorjahres in der 1. Qualifikationsrunde zur Champions League gegen ŠK Slovan Bratislava (Slowakei) an. Aufgrund von COVID-19-Fällen in der Mannschaft und dem Betreuerstab des Gastes wurde das Spiel mit 3:0 für KÍ gewertet. In der 2. Qualifikationsrunde wurde das Auswärtsspiel gegen BSC Young Boys (Schweiz) mit 1:3 verloren.
Anschließend spielte KÍ in der 3. Qualifikationsrunde zur UEFA Europa League gegen FC Dinamo Tiflis (Georgien) und gewann mit 6:1. Das Play-off-Spiel gegen Dundalk FC (Irland) wurde auswärts mit 1:3 verloren.
B36 startete in der Vorqualifikation zur UEFA Europa League gegen St Joseph’s FC (Gibraltar) und gewann auswärts mit 2:1. Die 1. Qualifikationsrunde gegen FC Levadia Tallinn (Estland) wurde mit 4:3 nach Verlängerung die 2. Qualifikationsrunde im Elfmeterschießen gegen The New Saints FC (Wales) jeweils zu Hause gewonnen. In der 3. Qualifikationsrunde schied B36 nach einer 1:3-Niederlage im Auswärtsspiel gegen ZSKA Sofia (Bulgarien) aus.
NSÍ Runavík startete ebenfalls in der Vorqualifikation zur UEFA Europa League gegen Barry Town United (Wales) und gewann das Heimspiel mit 5:1. In der 1. Qualifikationsrunde unterlag NSÍ auswärts bei FC Aberdeen (Schottland) mit 0:6.
HB Tórshavn spielte als Pokalsieger des Vorjahres in der Vorqualifikation zur UEFA Europa League gegen Glentoran FC (Nordirland) und verlor auswärts mit 0:1.